# Саакян, Ара Акопович
Ара Акопович Саакян (арм. Արա Սահակյան, 1 января 1955, Ереван) — политический деятель.
- 1973—1978 — факультет философии Ереванского государственного университета.
- 1980—1988 — научный редактор в главной редакции армянской энциклопедии.
- 1988—1990 — преподаватель в Ереванском зооветеринарном институте.

2008- 2013 - преподаватель в Академии телевидения и радио (Ереван).
2019-2020 - заместитель генерального директора компании КазАрмНефть по связям с общественностью.
- 1990—1995 — депутат Верховного совета Республики Армения. 1990 - 1992 Секретарь ВС РА.
- 1992—1995 — 1-й заместитель председателя ВС РА.
- 1995—1999 — депутат Национального собрания РА,

1995-1998 - вице-спикер НС РА. 
1993-1998 - член правления партии «АОД».
2020-2021 - член правления партии "Родина"
- 2013 - 2018 года — чрезвычайный и полномочный посол Армении в Казахстане.[1]